# 쉬러 레이너

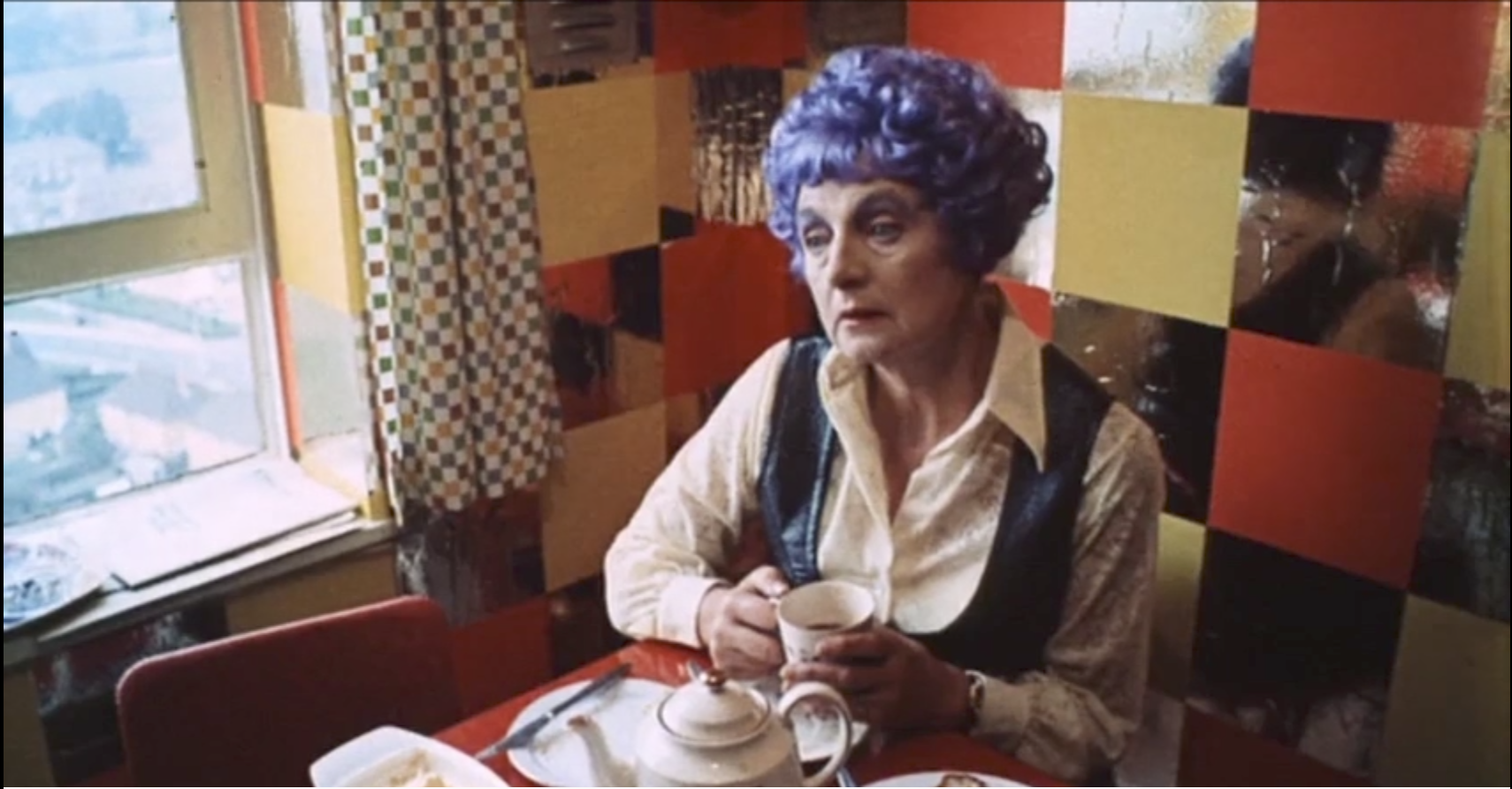

쉬러 레이너(Sheila Raynor, 1906년 3월 15일 ~ 1998년 2월 17일)는 영국의 배우, 영화배우이다.
런던에서 태어났으며 서퍽주에서 사망하였다.

## 영화
- 잠자는 살인 (1987년)
- 마돈나와 아이 (1980년)
- 오멘 (1976년)
- 시계태엽 오렌지 (1971년) - 엄마 역
- 악령의 미스테리 (1965년)
- Z 카스 (1962년)
- 오델로 (1946년)